# Dynama Mińsk (hokej na lodzie)
Dynama Mińsk (biał. Дынама Мінск, ros. Динамо Минск) – białoruski klub hokeja na lodzie z siedzibą w Mińsku.

## Historia
Dotychczasowe nazwy
- Tarpeda Mińsk (1946–1956)
- Burewestnik Mińsk (1956–1958)
- Krasnoje Znamia Mińsk (1958–1964)
- Trud Mińsk (1964–1965)
- Wympieł Mińsk (1965–1966)
- Tarpeda Mińsk (1966–1977)
- Dynama Mińsk (1977–1993)
- Tiwali Mińsk (1993–2001)
- HK Dynama Mińsk (2004–)

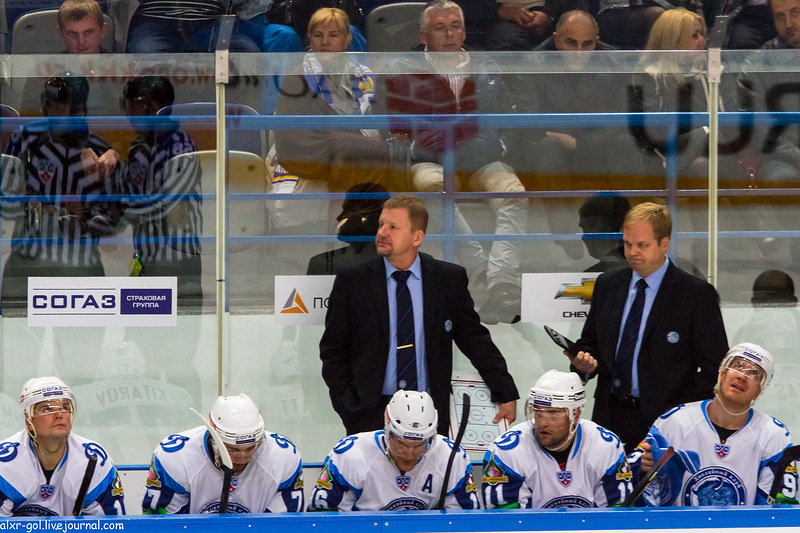
Ławka Dynama w sezonie KHL (2012/2013). Nad zawodnikami trener Kari Heikkilä, po prawej szkoleniowiec bramkarzy Ari Hilly

Klub został założony w 1946 jako Tarpeda Mińsk. W czasie istnienia Związku Radzieckiego przechodził kilka zmian nazw. Ostatecznie istniał do upadku ZSRR jako Dynama Mińsk. Po uzyskaniu niepodległości przez Białoruś, klub przemianowano na Tiwali Mińsk. W tym czasie drużyna zdobyła 4-krotnie mistrzostwo kraju. W 2001 klub zbankrutował. W 2004 został przywrócony do życia ponownie jako Dynama Mińsk. Do 2008 drużyna uczestniczyła w rozgrywkach ekstraligi białoruskiej. Od 2008 występuje w międzynarodowych rozgrywkach KHL.
Klubami farmerskimi Dynama Mińsk został HK Keramin Mińsk oraz utworzona w 2009 drużyna HK Szachcior Soligorsk. Oba kluby występują w ekstralidze białoruskiej. Drużynami juniorskimi stowarzyszonymi z klubem zostały: Minskija Zubry i Dynama-Szynnik Bobrujsk, oba występujące w rosyjskich rozgrywkach MHL. Od 2012zespołem farmerskim był Junost Mińsk, występujący w rosyjskiej lidze WHL.
W myśl decyzji władz ligi z lipca 2014 jako obcokrajowcy w klubach KHL nie będą uznawani białoruscy zawodnicy oraz rosyjscy w drużynie Dynama Mińsk. W maju 2014 prezydentem klubu został minister spraw wewnętrznych Białorusi Ihar Szuniewicz. W 2018 Dynama została przesunięta w strukturze uczestników z Dywizji Bobrowa do Dywizji Tarasowa.
W białoruskiej wyższej lidze występowała drużyna BFSO Dynama Mińsk do 2019, a od 2019 Minskija Zubry.

## Sukcesy
- Złoty medal wyższej ligi: 1966, 1970, 1980
- Złoty medal mistrzostw Białoruskiej SRR: 1968, 1970
- Srebrny medal mistrzostw Białoruskiej SRR: 1969
- Brązowy medal mistrzostw Białoruskiej SRR: 1972
- Srebrny medal mistrzostw Białorusi: 2006
- Złoty medal mistrzostw Białorusi: 2007
- Brązowy medal mistrzostw Białorusi: 2008
- Puchar Białorusi: 2004, 2005, 2020, 2021
- Puchar Spenglera: 2009
- Awans do play-off (1/8 finału) KHL: 2010/2011, 2011/2012
- Finał Pucharu Nadziei: 2014

## Szkoleniowcy
Do 2012 trenerem klubu był Czech Marek Sýkora. jego następcą został Fin Kari Heikkilä, który został zwolniony po miesiącu sezonu 2012/2013. Jego następcą został mianowany dotychczasowy asystent, Alaksandr Andryjeuski, a z kolei jego asystentem w styczniu 2013 roku został Słowak Ľubomír Pokovič. Po rundzie zasadniczej zespół nie zakwalifikował się do fazy play-off i został sklasyfikowany na 19. miejscu w lidze. W sezonie 2012/2013 na meczach Dynama w Mińsku zanotowano najwyższą frekwencję publiczności w rozgrywkach KHL i jednocześnie drugą w całej Europie - 14 299 widzów. Jednocześnie istniało zagrożenie wycofania klubu z ligi KHL wskutek niezadowalających wyników (dezaprobatę wyraził prezydent Białorusi Alaksandr Łukaszenka). Ostatecznie władze klubu zdecydowały o pozostaniu w rozgrywkach. W kwietniu dyrektorem sportowym został mianowany Uładzimir Cypłakou. W maju 2013 władze klubu zdecydowały, że na stanowisku trenera pozostanie Andryjeuski, zaś do czerwca odeszło 10 dotychczasowych zawodników. W czerwcu 2013 władze ligi przeniosły drużynę z Dywizji Tarasowa do Dywizji Bobrowa. Pod koniec listopada 2013 został zwolniony trener Andryjeuski, a jego miejsce zajął dotychczasowy asystent Ľubomír Pokovič. Jego asystentami zostali Andrej Kawalou, Uładzimir Kopać, Alaksiej Szczabłanau. W połowie 2015 Ľubomír Pokovič został zwolniony. Od 2016 trenerem był Kanadyjczyk Craig Woodcroft, a jego asystentami rodacy Ron Pasco i Rob Davison oraz Andriej Miezin W lipcu 2017 głównym trenerem Dynama został Kanadyjczyk Gordie Dwyer, a jego asystentami Siarhiej Staś i Kanstancin Kalcou. W listopadzie 2018 trenerem Dynama został Andriej Sidorienko, a jego asystentami Wital Kowal, Andrej Kawalou, Dzmitryj Krawczenko. W maju 2019 trenerem został ponownie Alaksandr Andryjeuski. W połowie czerwca 2019 głównym trenerem Dynama został ogłoszony ponownie Craig Woodcroft, a jego asystentem Michaił Hrabouski. W lipcu 2019 do sztabu weszli jeszcze Pawieł Pierapiechin, Alaksandr Żuryk, Andrej Miezin. Na początku października 2020 wobec izolowania szkoleniowca Craiga Woodcrofta w trakcie pandemii COVID-19, p.o. głównego trenera Dynama Mińsk został Kanstancin Kalcou.
| Mistrzostwa ZSRR - Witalij Stain (1976—1981) - Jurij Oczniew (1981—1982) - Borys Kosariew (1982—1985) - Władimir Krikunow (1985—1991) - Władimir Safonow (1991—1992) |  | Mistrzostwa Białorusi - Július Šupler (2002-2003) - Władimir Mielenczuk (2003-2004) - Branislav Šajban (2004) - Alaksandr Szumidub (2004) - Leonid Kisielow (2004-2005) - Alaksandr Haurylonak (2005) - Ľubomír Pokovič (2005-2007) - Eduard Zankawiec (2007) - Andriej Sidorienko (2007-2008) |  | Rozgrywki KHL - Paul Gardner (2008) - Jim Hughes (2008) - Wasilij Spiridonow (2008-2009) - Glen Hanlon (2009) - Alaksandr Andryjeuski (2009-2010) - Marek Sýkora (2010-2012) - Kari Heikkilä (2012) - Alaksandr Andryjeuski (2012-2013) - Ľubomír Pokovič (2013-2015) - Andrej Kawalou (2015-2016) - Craig Woodcroft (2016-2017) - Gordie Dwyer (2017-) - Andriej Sidorienko (2018-2019) - Alaksandr Andryjeuski (2019) - Craig Woodcroft (2019-) |